# Lode

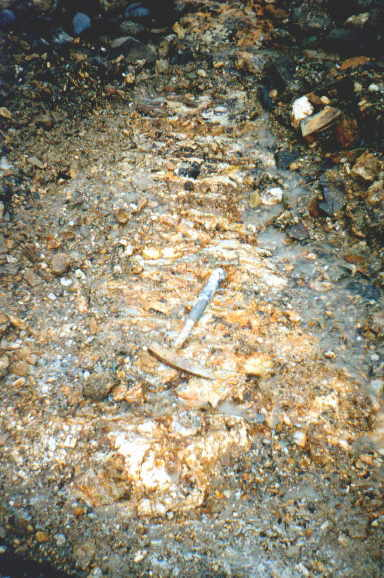
Veines de quartz aurifères, Blue Ribbon Mine,, Alaska

En géologie, un lode est un gite ou gisement de minerai métallifère qui remplit ou est incorporé dans une fissure (ou fracture) dans une formation rocheuse, ou une veine de minerai qui est déposée ou noyée entre des couches de roche.

## Origine du terme
Le sens actuel de l'expression anglaise lode (veine de minerai) date du XVIIe siècle, une expansion d'un sens antérieur de « channel, watercourse » (canal, cours d'eau) en moyen anglais tardif, qui à son tour provient de la signification du XIe siècle pour lode, « cours, chemin », « course, way ».
On néglige presque systématiquement la précision qu'apporte le terme lode. Le terme gold deposit est un générique qui recouvre les notions « Iode gold deposit » et « placer gold deposit». En général, les gîtes exploités au Québec et au Canada sont d'âge archéen et appartiennent au premier type: le terme lode est alors sous-entendu et l'emploi du générique est clair. On apporte généralement la précision lorsque l'on fait référence à des dépôts beaucoup plus rares du deuxième type, c'est-à-dire d'origine sédimentaire et d'âge plus récent (par exemple, dans la Beauce).
« gold lode » a une acception plus large sans aucune connotation d'exploitabilité.

## Lode
Le modèle hydrothermal généralement accepté de dépôt de lode, postule que les métaux dissous dans des solutions hydrothermales (fluides de source chaude) déposent l'or ou d'autres minéraux métalliques à l'intérieur des fissures dans les roches préexistantes. Les gîtes filoniens (anglais : lode deposits) se distinguent principalement des gisements de placers, où le minerai a été érodé de son environnement de dépôt (en) original et redéposé par sédimentation. Un troisième processus de dépôt de minerai est sous forme d'évaporite.
Un filonnet de lode (en anglais : stringer lode) est un lode dans lequel la roche est tellement imprégnée de petites veinules que, plutôt que d'extraire les veines, toute la masse de minerai et la roche de l'éponte sont extraites. Il est ainsi nommé en raison de la ramification irrégulière des veines en de nombreux filonnets anastomosés, de sorte que le minerai n'est pas séparable de la roche encaissante.
L'un des plus grands filons d'argent était le Comstock Lode au Nevada, éclipsé par le Cannington Lode plus récemment découvert dans le Queensland, en Australie,? Le plus grand gisement d'or (« gold lode ») aux États-Unis était le Homestake Lode. Le lode de Broken Hill (en) en Australie-Méridionale est le plus grand lode plomb-zinc jamais découvert.